# ساندرا هانسون
ساندرا هانسون (بالنرويجية البوكمول: Sandra Hansson)‏ هي متزحلقة نرويجية، ولدت في 2 أبريل 1980 في Bengtsfors Municipality ‏ في السويد.

## وصلات خارجية
- ساندرا هانسون على موقع الاتحاد الدولي للتزلج (التزلج الريفي) (الإنجليزية)